# Horst Schumann
Horst Schumann (Halle (Sajonia-Anhalt),1 de mayo de 1906 - 5 de mayo de 1983) fue un SS-Sturmbannführer (mayor) y médico que realizó experimentos de esterilización y castración en el campo de concentración de Auschwitz y estaba particularmente interesado en la esterilización masiva de judíos mediante rayos X.